# Porsche Carrera Cup Great Britain
Porsche Carrera Cup Great Britain är det brittiska Porsche Carrera Cup-mästerskapet, som startades år 2003. Mästerskapet körs som en supportklass till British Touring Car Championship och direktsänds på den brittiska kanalen ITV4.

## Mästare
| Säsong | Förarmästare      | Teammästare        |
| ------ | ----------------- | ------------------ |
| 2003   | Barry Horne       | Team Parker Racing |
| 2004   | Richard Westbrook | BEAST Racing       |
| 2005   | Damien Faulkner   | Team Parker Racing |
| 2006   | Damien Faulkner   | Team Parker Racing |
| 2007   | James Sutton      | Redline Racing     |
| 2008   | Tim Harvey        | Redline Racing     |
| 2009   | Tim Bridgman      | Team Parker Racing |
| 2010   | Tim Harvey        | Redline Racing     |
| 2011   | James Sutton      | Redline Racing     |
| 2012   | Michael Meadows   | Redline Racing     |